# 王蔚 (隆慶進士)
王蔚（1542年—？），字國光，號绍山，直隸真定衛軍籍，山西清源縣人，明朝政治人物。

## 生平
隆慶四年（1570年）庚午科順天府鄉試第一百四十七名舉人。隆慶五年（1571年）聯捷辛未科會試第一百五名，三甲第一百四十八名進士。吏部觀政，授滋阳知县，萬曆三年（1575年）七月选授南京户科給事中，九年四月升南京尚寶司卿，九月改南京光禄寺少卿，丁憂歸。因是张居正心腹，十一年二月被南京御史方万山弹劾，以原官降一级，调外任用，十二年三月革职为民，卒。

## 家族
曾祖王連；祖父王佑，封開封知府；父王撫民，山东按察司副使。母任氏（封恭人）。弟王藻，隆庆二年進士。